# I tiri burloni di Till Eulenspiegel

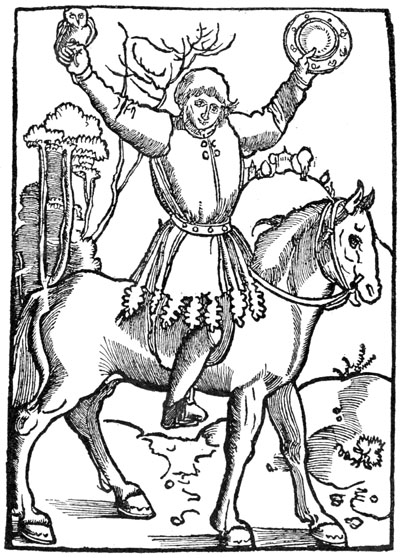
La cavalcata di Till Eulenspiegel, illustrazione del 1515

I tiri burloni di Till Eulenspiegel (Till Eulenspiegels lustige Streiche) è un poema sinfonico di Richard Strauss, composto tra il 1894 e il 1895 (op. 28) che ha avuto la prima assoluta a Colonia (Germania) il 5 novembre 1895 diretta da Franz Wüllner.
Racconta gli scherzi e le avventure di un personaggio di fantasia molto popolare in Germania, Till Eulenspiegel. I due temi che rappresentano Till sono interpretati dal corno e dal clarinetto: il tema del primo è una melodia che procede cadenzata fino al suo culmine per poi ricadere e terminare in tre note lunghe e forti, decrescenti in scala; il tema del clarinetto è invece più complesso, come a suggerire un burlone intento a preparare i suoi scherzi.

## Melodia
Il tema introduttivo è esposto dal corno, il quale ripete per due volte il primo tema di Till. Il tema è poi ripreso dall'orchestra in forma di rondò, e il finale è caratterizzato da due note suonate all'unisono da tutta l'orchestra, che richiamano il tipico "ta da!".

Sussegue il tema del clarinetto (Till che ride fra sé mentre pianifica i suoi scherzetti). La musica segue Till che viaggia per le campagne, cavalca attraverso un mercato ribaltando le merci, gioca scherzi ai clericali, e immancabilmente alle ragazze (il tema dell'amore è suonato dal violino), senza risparmiare gli accademici più seri.

Il tema della cavalcata ritorna, con il tema iniziale che, raggiunto il suo climax, muta immediatamente in una triste marcia funebre: Till è stato catturato dalle autorità, condannato all'impiccagione per atti blasfemi.

La marcia funebre inizia con il dialogo di un Till impegnato nel disperato compito di cavarsela facendo leva sul senso dell'umorismo del boia, il quale però non lo ascolta e, senza pietà, tira la leva.

Il clarinetto in Mi bemolle suona il tema iniziale in modo distorto, come ad indicare l'agonia di Till, mentre gli archi suonati a pizzico, con cadenza sempre più lenta, stanno ad indicare il dondolio dell'impiccagione.

Alla fine, dopo un poco di silenzio, il tema introduttivo ritorna, come per suggerire che Till non può essere ucciso; l'opera termina con un ultimo scherzo.
La tensione che ha luogo in questo brano è ottenuta soprattutto grazie a espedienti timbrici dell'orchestra.